# 후지모토 교타로

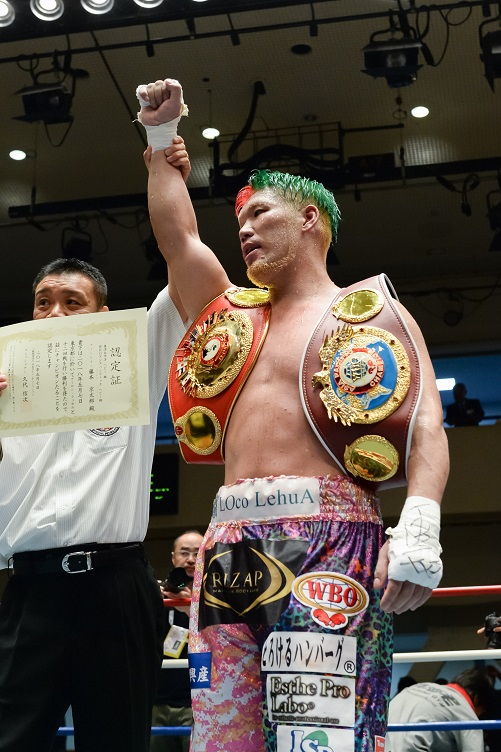
후지모토 교타로

후지모토 교타로(일본어: 藤本 京太郞, 1986년 6월 23일~ )는 일본의 프로 권투 선수다. 1986년 6월 23일, 일본에서 태어났다. 예전에는 킥복싱 선수로 팀 드래곤에 소속해 활동했지만 현재는 프로 권투 선수로 카도에비호우세키 복싱 짐(일본어: 角海老宝石ボクシングジム) 소속이다. 원래는 교타로 레인저(일본어: 強太郞レンジャ)라는 파이터명으로 썼지만 2008년도부터는 파이터명을 마에다 케이지로(일본어: 前田 慶次郞)로 개명하였다. 2009년 또다시 본명인 교타로(일본어: 京太郞)로 링네임을 변경했다. 마이티 모, 무사시 등등 주요 선수들을 꺾었고 K-1 2008 일본 GP 준우승인데도 불구하고 지나친 아웃파이팅을 펼쳐 각광을 받지 못하고 있다. 같은 팀 멤버라면 최근 3연패의 늪에 빠지고 있는 사와야시키 준이치와 김경석을 꺾었지만 세계 가라테 챔피언 에베르통 테이셰이라에게 단번에 무너진 타카하기 츠토무, 팀내에서 가장 큰 파이터 호리 히라쿠, 지인진에게 판정으로 패한 바 있는 카지와라 류지, K-1 맥스 일본대표결정전에서 키도 야스히로에게 패한 바 있는 오자키 케이지 등이 있다.

## 타이틀
그의 챔피언 타이틀은 K-1 Tryout Young Japan GP 챔피언으로 단 1개의 챔피언타이틀을 보유한 바 있지만, 가장 최근 K-1 WGP 2009 in Yokohama에서 헤비급 챔피언 결정전 토너먼트에 출전하여 멜빈 맨호프와 구칸 사키를 꺾고 제2대 헤비급 챔피언이 되어 K-1 WGP 2009 개막전에 자동으로 출전하게 된다.

### 입식 격투 전적
| 23 시합 | (T)KO | 판정 | 그 밖 | 비김 | 무효 |
| 18 승   | 9     | 8    | 1     | 0    | 0    |
| 5 패    | 0     | 5    | 0     | 0    | 0    |

| 경기일자         | 상대                | 결과 | 내용            | 대회                         |
| ---------------- | ------------------- | ---- | --------------- | ---------------------------- |
| 2010년 12월 31일 | 게가르 무사시       | 패   | 3R 판정         | K-1 다이너마이트 2010        |
| 2010년 12월 11일 | 세미 슐트           | 패   | 3R 판정         | K-1 월드 GP 2010 final       |
| 2010년 10월 2일  | 제롬 르 밴너        | 승   | 3R 종료 실격승  | K-1 월드 GP 2010 final 16    |
| 2010년 4월 3일   | 피터 아츠           | 승   | 2R 1분 57초     | K-1 월드 GP 2010 in yokohama |
| 2009년 12월 5일  | 타이론 스퐁         | 패   | 3R 판정         | K-1 월드 GP 2009 final       |
| 2009년 9월 26일  | 루슬란 카라에프     | 패   | 3R 판정         | K-1 월드 GP 2009 final 16    |
| 2009년 8월 11일  | 얀 소우컵           | 승   | 2R KO           | K-1 월드 GP 2009 in tokyo    |
| 2009년 3월 28일  | 구칸 사키           | 승   | 4R 연장판정     | K-1 월드 GP 2009 in yokohama |
| 2009년 3월 28일  | 멜빈 맨호프         | 승   | 1R 2분 2초 KO   | K-1 월드 GP 2009 in yokohama |
| 2008년 9월 27일  | 송민호              | 승   | 3R 1분 49초 KO  | K-1 월드 GP 2008 final 16    |
| 2008년 6월 29일  | 에베르통 테이셰이라 | 패   | 3R 판정         | K-1 월드 GP 2008 in fukuoka  |
| 2008년 6월 29일  | 사토 타쿠미         | 승   | 3R 판정         | K-1 월드 GP 2008 in fukuoka  |
| 2008년 6월 29일  | 모리 아키오         | 승   | 3R 판정         | K-1 월드 GP 2008 in fukuoka  |
| 2008년 4월 13일  | 시알라모 실리가     | 승   | 4R 연장판정     | K-1 월드 GP 2008 in yokohama |
| 2007년 9월 29일  | 김경석              | 승   | 2회 2분 14초 KO | K-1 월드 GP 2007 final 16    |
| 2007년 8월 16일  | 사토 타쿠미         | 승   | 4R 연장판정     | K-1 tryout 2007 survival     |
| 2007년 8월 16일  | 모모세 타츠노리     | 승   | 3R 판정         | K-1 tryout 2007 survival     |